# Gaceta de Guatemala
La Gaceta de Guatemala fue la primera publicación informativa de la Capitanía General de Guatemala desde 1729 hasta la disolución de esta en 1821. Durante este tiempo su principal objetivo era informar de las actividades eclesiásticas del reino.  Tras la creación de la República de Guatemala el 21 de marzo de 1847, se convirtió en el diario oficial de ésta, y fue editada hasta que las autoridades conservadoras fueron derrotadas por la Reforma Liberal de 1871.

## Reseña histórica
De acuerdo al historiador liberal Ramón A. Salazar la primera publicación de la Gaceta de Guatemala en 1729 reflejaba a la sociedad de la Capitanía General de Guatemala  del siglo xviii, pues más que un periódico informativo era un calendario de fiestas de la Iglesia Católica y de asuntos eclesiásticos.  Inicialmente era mensual y estaba compuesta de dos hojas en cuarto. La historia de las cofradías y archicofradías del reino de Guatemala quedó plasmada en los primeros números de la Gaceta.
Posteriormente, a finales del siglo xviii se ensanchó y constaba de ocho páginas, con artículos sobre economía, medicina, política, noticias recientes de asuntos eclesiásticos, civiles, literarios y comerciales; extractos de la Gaceta de Madrid y monografías geográficas sobre el reino de Guatemala. El propietario y editor era Ignacio Betera, y el encargado de la sección de medicina y cirugía era el doctor Esparragoza.  Los artículos de ciencia eran del padre Goicoechea.  Al cabo de unos años, esta publicación fue suspendida por la autoridad civil, pretextando escasez de papel en el reino de Guatemala.
En 1794 llegó a Guatemala el ciudadano español Alejandro Ramírez, quien se casó con Josefa Fernández y Escobar, de origen criollo y dirigió la Gaceta de Guatemala cuando tenía solamente veinte años de edad. Asimismo, desempeñó el cargo de Secretario de la Capitanía General de Guatemala, y del Consulado de Comercio y de la Sociedad Económica.
A la muerte de Ramírez, le sustituyó Simón Bergano y Villegas —de veinticinco años de edad— en la redacción de la Gaceta, quien le agregó ideas de la Ilustración, por lo que fue encausado por el Santo Oficio.  Era 1803, y la Gaceta ya tenía dieciséis páginas, apareciendo todos los lunes; sus artículos distaban mucho del humilde origen de 1729.
Tras la Independencia de Centroamérica en septiembre de 1821 y durante la guerra civil centroamericana la publicación fue irregular. Finalmente, tras el triunfo de los conservadores en 1840 y la creación de la República de Guatemala el 21 de marzo de 1847, La Gaceta de Guatemala se convirtió en el diario oficial de la nueva república.
El Guatemalteco fue el nuevo diario oficial de Guatemala luego que los gobiernos liberales de Miguel García Granados y Justo Rufino Barrios descontinuaron La Gaceta de Guatemala en 1871.  Este periódico surgió durante el gobierno del general Justo Rufino Barrios en 1873 y se mantuvo como diario oficial hasta que en 1972 se fusionó con el Diario de Centro América.

## Publicaciones científicas
El Colegio y Seminario Tridentino de Nuestra Señora de la Asunción era el principal instituto de educación media de Guatemala durante el gobierno del general Rafael Carrera —quien gobernó de 1840 a 1865—; el seminario contaba con un observatorio de sismología y meteorología, el cual editaba reportes anuales que se publicaban en la Gaceta de Guatemala.  Un ejemplo de la información científica que se encontraba en esos reportes —y que desmiente el supuesto oscurantismo en que se encontraba Guatemala durante la época del general Carrera, como aseguraban escritores liberales como Ramón A. Salazar— se presenta en a continuación:
| Y porque el conocimiento de los límites de baja y alta temperatura por el influjo que ejercen en la vegetación son de grande interés e importancia para la agricultura, ponemos a continuación la tabla estractada de los cuadros mensuales, que muestra sus límites y variación mensual. [...] En la cuarta, quinta y sexta columna están puestas las temperaturas medias de las observaciones hechas a las 7:00 a. m., 2:00 p. m. y 9:00 p. m. en cada mes: horas adoptadas generalmente en los Estados Unidos de Norte América como las más adaptadas para determinar la verdadera temperatura de un país, y los límites en que oscila. —J.A. Lizarzuburu, S.J. |

Otro ejemplo se encuentra en este párrafo:
| Siendo de grande importancia la observación de los adjuntos de hora, temperatura, celaje, viento etcetera, que han acompañado los temblores para la investigación de la causa de estos, terminaremos este artículo con una tabla en que se pongan a la vista mencionados datos. Longitud Oeste del observatorio de Madrid en grados: 86°43'45, Id en horas: 5 h. 46'55 —J.A. Lizarzuburu, S.J. |

## Publicaciones disponibles en formato electrónico
- Número 55 Tomo II Folio 49 La Gaceta de Guatemala 2 de abril de 1798
- Gaceta Oficial, Guatemala 31 de diciembre de 1842
- 21 de septiembre de 1855
- Julio de 1855